# حلوای زردباله
حلوای زردباله (نام علمی: Limanda aspera) نام یک گونه از تیره کفشک‌ماهیان راست‌روی است.